# 宝兴藨寄生
宝兴藨寄生（学名：Gleadovia mupinensis）为列当科藨寄生属下的一个种。